# بانچارامپور
بانچارامپور (به لاتین: Bancharampur) یک منطقهٔ مسکونی در بنگلادش است که در ناحیه برهمن‌بریه واقع شده‌است. بانچارامپور ۲۱۷٫۳۸ کیلومتر مربع مساحت و ۳۵۸٬۳۷۱ نفر جمعیت دارد.